# ФК Филкир
Филкир (на исландски: Íþróttafélagið Fylkir) е исландски футболен отбор от столицата Рейкявик.

## История
В началото на 2000 година клубът два пъти става втори в шампионата на Исландия, и в двата случая не му достига съвсем малко за да стане шампион. В начаалото на 2009 клубът се завръща на почетната стълбица като заема 3-то място в крайното класиране.
Основан на 28 май 1967 година като КСА (на исландски: Knattspyrnufélag Seláss og Árbæjar, KSÁ).
Домакинските си срещи играе на стадион – „Флоридана вьотлюр“ с капацитет 5000 зрители.

## Успехи
- Исландска висша лига:[2]
  -  Вицешампион (2): 2000, 2002
  -  Бронзов медал (1): 2009
- Купа на Исландия:[3]
  -  Носител (2): 2001, 2002
- Купа на Лигата:[4]
  -  Финалист (3): 1999, 2002, 2011
- Суперкупа на Исландия:[5]
  -  Финалист (1): 2003